# Hedi Klug
Hedi Klug (18. dubna 1932 Praha – březen 2003) byla operetní, operní a koncertní zpěvačka (soprán).

## Život
Hedi Klug v letech 1955 až 1957 působila v norimberské opeře. V letech 1957 až 1961 byla členkou souboru Městské opery v Berlíně. V roce 1959 se začala působit v Staatstheater am Gärtnerplatz v Mnichově, kde se stala jednou z předních zpěvaček. První úspěch zaznamenala jako Saffi v operetě Cikánský baron. Jednou z jejích hvězdných rolí byla Rosalinde v Netopýrovi. V Mnichově později také zpívala role z lyricko-dramatického operního repertoáru, včetně: Paminy v Kouzelné flétně, Mařenky ve Smetanově Prodané nevěstě, Antonie v Hoffmannových povídkách, Markétky ve Faustovi od Gounoda, Micaely v Carmen a Lízy v Čajkovského Pikové dámě. V Staatstheater am Gärtnerplatz v Mnichově působila až do roku 1981. Zpívala též v Kolíně nad Rýnem, Hamburku, Curychu a Vídni.
Byla též koncertní zpěvačkou. Vystupovala v Bruselu, Vídni, Kodani a v Royal Festival Hall v Londýně a také ve velkých centrech německého hudebního života. Na festivalu v Bregenzu v roce 1962 zazářila v premiéře operety Roberta Stolze Die Trauminsel (česky: Ostrov snů). O dva roky později zpívala sopránové sólo v Beethovenově 9. symfonii pod vedením Josepha Keilbertha na festivalu v Athénách a později tutéž roli pod vedením Roberta Hegera ve Vídni.